# The Clean
The Clean est un groupe de rock lo-fi et post-punk néo-zélandais, originaire de Dunedin. Formé en 1978, il est composé des frères Hamish Kilgour et David Kilgour, et du bassiste Robert Scott (aussi membre de The Bats). Le groupe est considéré par la presse comme l'un des plus importants de la scène Dunedin sound,.

## Biographie
Hamish et David Kilgour commencent à écrire et jouer ensemble à Dunedin en 1978. Le premier single du groupe, intitulé Tally Ho!, est le deuxième enregistrement du label Flying Nun Records de Roger Shepherd. Tally Ho! atteint la 19e place des New Zealand Singles Charts.
Pendant une grande partie des années 1980, The Clean se séparent ; à cette période, les frères Kilgour travaillent ensemble sur un album expérimental et sur un EP sous les titres de The Great Unwashed et Clean Out of Our Minds. En 1989 et 1990, The Clean tourne en Nouvelle-Zélande, aux États-Unis, au Royaume-uni et dans le reste de l'Europe en soutien à l'album Vehicle.
En 2003, la compilation deux disques Anthology, publiée chez Merge Records, attire l'intérêt du public américain, et aide l'aide à se populariser à l'international comme l'un des groupes indépendants des années 1990 dans la veine de Pavement et Yo La Tengo.
Le groupe continue de publier des albums dans des labels américains et néo-zélandais ; ils sortiront l'album Mister Pop en 2009. En 2012 et 2014, ils jouent de nouveau aux États-Unis.
La mort d'Hamish Kilgour, survenue à l'âge de 65 ans, est officiellement confirmée le 6 décembre 2022, dix jours après l'annonce de sa disparition par sa famille.

## Style musical
The Clean forge un style de pop rock lo-fi reconnaissable fait de rythmes et de sonorités parfois proches du garage rock, d'orgue et de mélodies pop simples mais accrocheuses. La structure des chansons reste cependant classique, très pop. Les albums alternent entre ballades pop, chansons rock et instrumentaux. Malgré sa confidentialité médiatique et commerciale en dehors de la Nouvelle-Zélande (où le groupe est considéré comme culte), The Clean a influencé une partie importante de la scène du rock alternatif des années 1990. Des groupes tels que Yo La Tengo ou Pavement, dont le leader Stephen Malkmus citent The Clean comme l'une de leurs influences majeures. Leur dernier album en date Mister Pop est sorti en 2009.
En dehors de The Clean, David Kilgour et Robert Scott ont sorti chacun plusieurs disques en solo chez le label néo-zélandais Flying Nun Records.

## Discographie

### Albums

#### Albums studio
- 1990 : Vehicle (Flying Nun Records)
- 1994 : Modern Rock (Flying Nun Records)
- 1996 : Unknown Country (Flying Nun Records)
- 2001 : Getaway (Flying Nun Records/Merge Records)
- 2009 : Mister Pop (Merge/Arch Hill)

#### Albums live
- 1988 : Oddities 2 (Flying Nun Records)
- 1990 : In-A-Live (Flying Nun Records)
- 2001 : Slush Fund (Arclife Records)
- 2003 : Syd's Pink Wiring System: Live in New Zealand 2000 (Cleano)
- 2008 : Mashed (live in New Zealand 2007) (Arch Hill)

#### Compilations
- 1983 : Oddities (Flying Nun Records)
- 1986 : Compilation (Flying Nun Records)
- 2002 : Anthology (Flying Nun Records/Merge Records)

### EP
- 1981 : Boodle Boodle Boodle (Flying Nun Records)
- 1982 : Great Sounds Great, Good Sounds Good, So-so Sounds So-so, Bad Sounds Bad, Rotten Sounds Rotten (Flying Nun Records)
- 1986 : Live Dead Clean (Flying Nun Records)

### Singles
- 1981 : Tally Ho! / Platypus (Flying Nun Records)
- 1982 : Getting Older / Scrap Music / Whatever I Do It's Right (Flying Nun Records)
- 1994 : Late Last Night / Psychedelic Clown (Dark Beloved Cloud)